# Пешитта

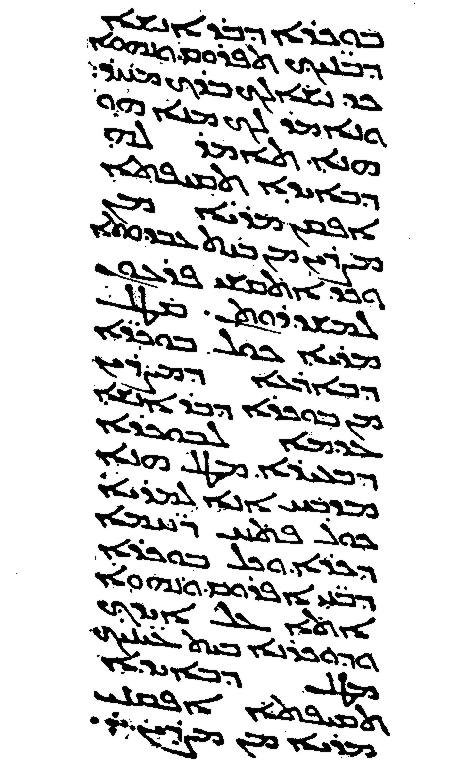
Часть текста в Пешитте. Из рукописи Британского музея Add. MS. 14425, 464 год

Пеши́тта (вост. сир. ܦܫܝܛܬܐ, ܦܫܝܼܛܬܵܐ и зап. ܦܫܺܝܛܬܳܐ pšîṭtâ, сокращение от ܡܦܩܬܐ ܦܫܝܛܬܐ mappaqtâ pšîṭtâ — дословно «простой вариант» или «переводная пешитта») — перевод христианской Библии на сирийский язык. Пешитта появилась до разделения сирийского христианства в V веке и принята как яковитами, так и несторианами.
Книги Ветхого Завета в Пешитте расположены в следующем порядке: Пятикнижие, Книга Иова, Книга Иисуса Навина и так далее, включая неканонические книги,  второканонические книги и апокрифы. Сирийский Новый Завет, в основном, отражает византийский тип, но не совпадает с греческим текстом по составу. Количество новозаветных книг было 22 (без Откровения и апостольских посланий: 2-го Петра, 2-го Иоанна, 3-го Иоанна, Иуды).
В неполных каталогах западных собраний учтено более 300 рукописей Пешитты, начиная с V века. Первые печатные издания Пешитты (сначала — сирийского Нового Завета) появились в Европе XVI века, что было связано с Контрреформацией и полемикой между католиками и протестантами о повреждённости текста Библии, в которой были задействованы и свидетельства древних переводов. В Парижской Полиглотте (1628—1645) — первом издании и Ветхого и Нового Заветов Пешитты был помещён сирийский перевод библейских книг, изначально отсутствовавших в Пешитте. Современные издания Пешитты, осуществляемые библейскими обществами и учёными-библеистами, следуют древним рукописям. С 1956 года в Лейдене ведётся полное дипломатическое (то есть основанное на одном первоисточнике) издание Пешитты по рукописям VII—XII веков, из запланированных 17 томов к 2005 году увидели свет 13.

## Текстология

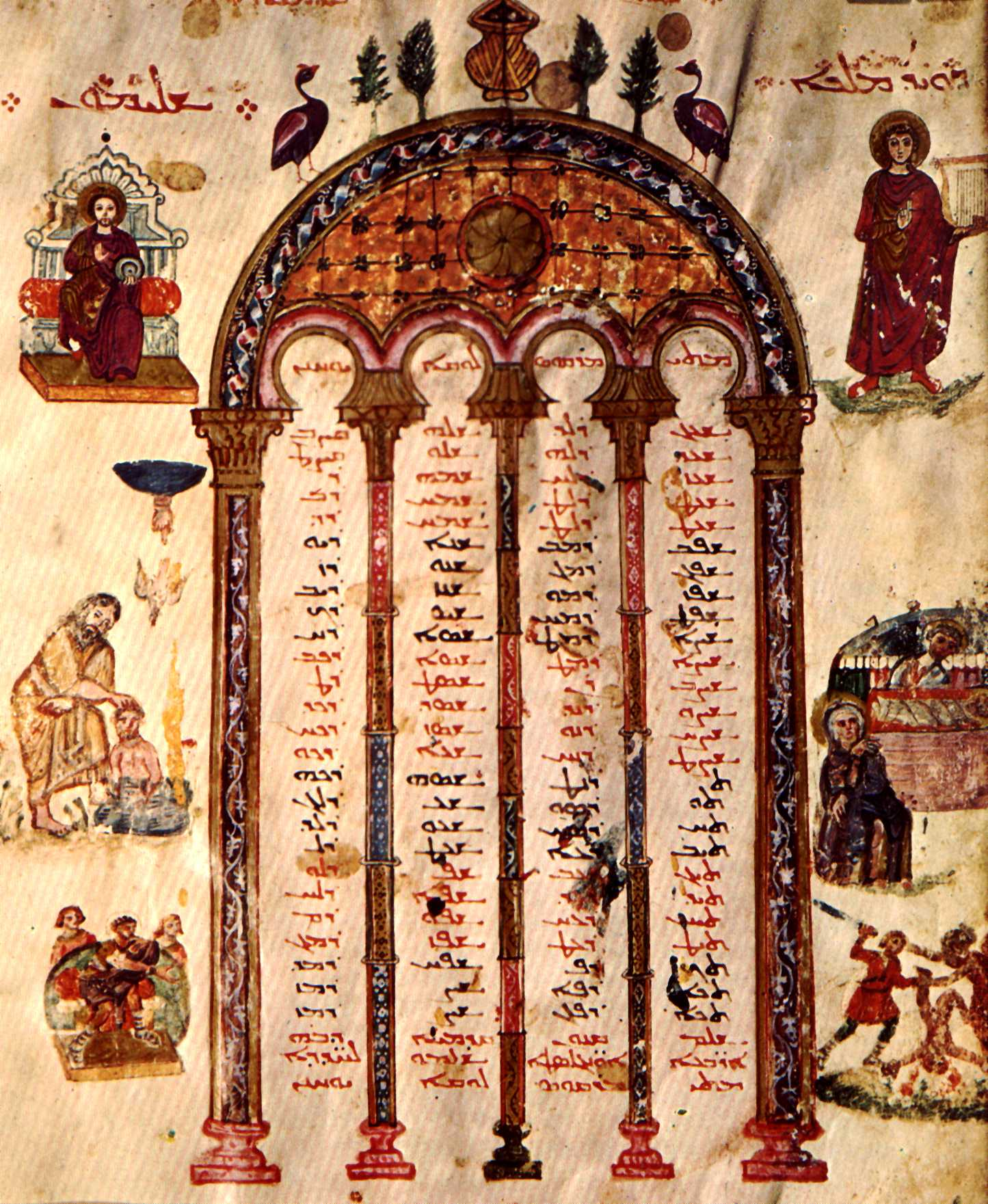
Таблица канонов в Евангелии Рабулы 586 год, Библиотека Лауренциана

### Название
Впервые термин «Пешитта» был использован в двух трудах яковитского писателя Моисея бар Кефы (около 813—903/913): «Гексаэмероне» и вступлению к Псалтири. Формально этот термин является пассивным причастием от корня сир. ܦܫܛ, pšaṭ, имея основное значение «распростёртый», второе значение — «простой» или «ясный». Такое значение он имеет и в библейском арамейском языке. В восточносирийских диалектах он произносится как пшита, в западных — пшито. По мнению Э. Това, такое название было дано, чтобы отличить данный перевод от Сиро-Гексаплы Павла Телльского, созданной на основе греческого языка; язык перевода Павла рассматривается как «искусственный». Имелся также перевод Нового Завета Фомы Гераклейского, который следовало отличать. Всё перечисленное позволило также некоторым библеистам (Ф. Бёркитт) трактовать слово Пешитта как «общепринятая», то есть это название параллельно латинской Вульгате. Изначально термин использовался только для стандартного сирийского текста Нового Завета и на всю Библию был распространён позднее.

### Ветхий Завет

#### История
Сирийский язык Пешитты был диалектом Эдессы и провинции Осроена; на этом языке христианство распространялось на территории Месопотамии и, отчасти, Ирана. Существует и альтернативная версия, что перевод был сделан в Адиабене, чей правитель принял иудаизм примерно в эпоху правления римского императора Клавдия. Принципиальной особенностью Ветхого Завета Пешитты было то, что он переводился с еврейского, а не греческого текста, и был генетически связан как с иудаизмом Второго храма, так и с ранним христианством. Время начала этого перевода дискутируется в среде исследователей. Основной проблемой является то, что по истории ветхозаветного сирийского перевода практически не осталось свидетельств в еврейской традиции, а сирийская однозначно связывает его с нуждами христианской общины. Эта версия является преобладающей и в науке; вопрос о молчании еврейских источников при использовании еврейского протографа остаётся дискуссионным. Если перевод был сделан для нужд первых христиан в Эдессе или Адиабене, он может быть датирован серединой I века или позже, но широко цитироваться текст Пешитты стал только в трудах сирийских Отцов IV века — Афраата и Ефрема Сирина, что делает 200 год примерной датой окончательного его завершения. Сирийский перевод не принадлежал одной общине и одному лицу: в разных книгах отчётливо прослеживаются различные текстологические и переводческие традиции. Ветхозаветный сирийский перевод имеет большое значение как первый полный перевод Библии на другой, помимо еврейского, семитский язык, который является важным свидетельством древнего библейского текста в те времена, когда формировалась христианская церковь.
Принципиально важным моментом для понимания сирийского ветхозаветного текста, является связь Пешитты с таргумами. В случае с Притчами Соломоновыми в древности произошла примечательная инверсия: в существующей рукописной традиции текст таргума был заимствован из Пешитты, а не наоборот. Ядро сирийских ветхозаветных переводов, по-видимому, относится к периоду стабилизации протомасоретского текста, поэтому для ветхозаветной текстологии Пешитта представляет меньший интерес, чем Септуагинта. В истории сирийского текста заметен процесс, аналогичный складыванию еврейского Танаха: непрерывная эволюция от большей текстуальной свободы (в том числе для нужд экзегезы) к максимальному следованию слову и букве переводимого оригинала. Кульминации этот процесс достиг в VII веке.
В старейших яковитских рукописях Ветхого Завета Книга Иова следует сразу после Пятикнижия. Наибольшие расхождения между Пешиттой и масоретским текстом наблюдается в первой книге Хроник (особенно 2:47-49; 4:16-18, 34-37; 7:34-38; 8:17-22). После 12:1 и 28:18 имеются существенные дополнения по сравнению с еврейским текстом.

#### Текстология Ветхого Завета Пешитты

Древо изводов и редакций Ветхого Завета. Септуагинта обозначена как LXX. Буквой א (алеф) обозначен Синайский кодекс, А — Александрийский кодекс, В — Ватиканский кодекс, Q — Codex Marchalianus. Encyclopaedia Biblica, 1899

Параллели и различия Септуагинты, масоретского Танаха и Ветхого Завета Пешитты достаточно хорошо изучены в библеистике и подтверждают длительный процесс становления сирийского перевода. Влияние Септуагинты заметно в Книге Иезекииля, Двенадцати пророках, Притчах, Екклесиасте. Минимально или почти отсутствует традиция Септуагинты в Книге Самуила, Книге Царей, Иове. Книга Даниила, как и в стандартном тексте Септуагинты, была переведена с греческой версии Феодотиона. Тем не менее, не приходится говорить о систематическом влиянии традиции Септуагинты на сирийский текст. Причины такого влияния дискутируются, но в основном, вероятно, были аналогичны возникшему при работе Иеронима над Вульгатой. Латинский перевод, хотя и делался с еврейского протомасоретского, но переводчик постоянно сверялся с греческой версией как со своего рода справочником; использовал он и другие версии греческого текста из Гексаплы.
С начала 1930-х годов стала популярной гипотеза, высказанная почти одновременно в работах А. Баумштарка и П. Кале, что — по крайней мере в Пятикнижии — Пешитта является не переводом с еврейского оригинала, а с одного из таргумов, и при этом лишена экзегетических дополнений и модификаций. Данная версия была основана на сохранившихся версиях таргумов. Одним из существенных аргументов в пользу данной версии являются святоотеческие сирийские свидетельства, в которых особенно много параллелей с Палестинским Таргумом. П. Кале настаивал на том, что фрагменты Палестинского Таргума из Каирской генизы в достаточной степени позволяют судить о параллелях с сирийским текстом. Он же вывел следующую гипотезу развития сирийского текста: если верна версия составления Пешитты в Адиабене в середине I века, то после обращения в иудаизм потребовался текст Писания на восточно-арамейском диалекте. Новообращённые переводчики работали при этом не с еврейским оригиналом, а с наиболее распространённым в Палестине арамейским таргумом, написанным на западном диалекте. Однако данная версия опровергается тем, что Пешитта демонстрирует известную близость к Таргуму Онкелоса, который по Кале был вавилонского происхождения. А. Баумштарк попытался снять это противоречие тем, что палестинская версия таргума изначально имела восточно-арамейское происхождение.
В 1966 году К. Бейер выдвинул гипотезу, что Пешитта представляет собой полный перевод текста Танаха, выполненный непосредственно с иврита в IV веке до н. э. на тот вариант арамейского языка, который был стандартным в Ахеменидской державе. Оригинал его погиб, о природе перевода позволяют судить только обрывки книги Иова, найденной в Кумране. Это и был общий источник как для Пешитты, так и для древа таргумов. Собственно, Ветхий Завет Пешитты является следствием приведения древнеарамейского перевода к нормам литературного сирийского языка с пересмотром ряда чтений по Септуагинте, выполненном в IV веке.
В 1980-е годы М. Гошен-Готштейн убедительно доказал, что некоторые чтения Пешитты показывают знакомство её переводчиков, переписчиков и редакторов с раввинской экзегетикой, причём параллели им отсутствуют во всех известных таргумах. М. П. Вейцман попытался проверить эту гипотезу на материале Книги Хроник, и в монографии 1999 года пришёл к выводу, что переводчик Пешитты работал с плохой копией еврейского текста, лишённой огласовок, что привело к самостоятельной экзегетической работе. В то же время именно в Хрониках (и в Пятикнижии) сильнее всего ощущается традиция раввинского комментирования и экзегезы.

### Новый Завет

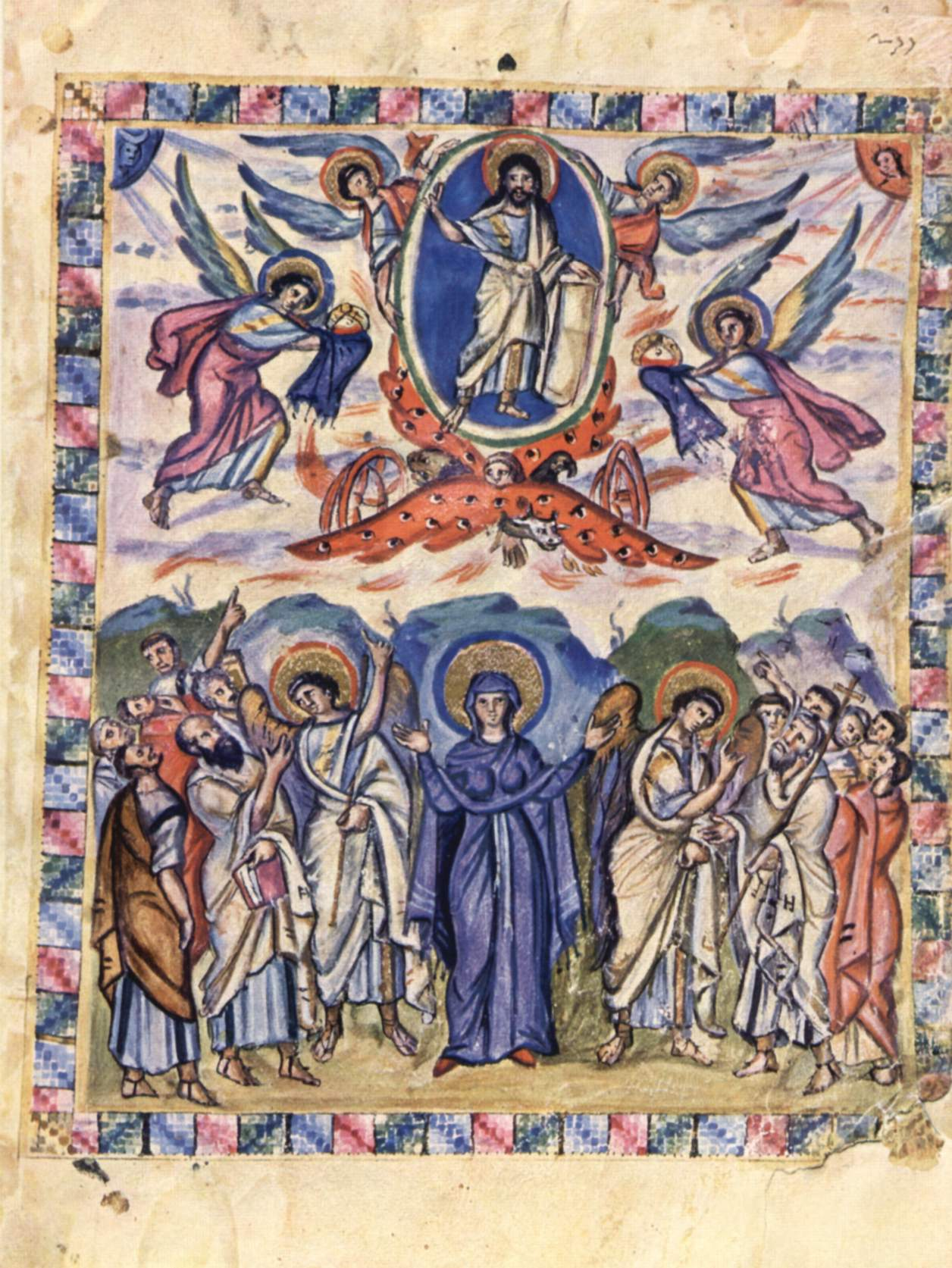
Вознесение Христово. Миниатюра Евангелия Рабулы, 586 год

#### История
Новозаветный сирийский текст имел собственную большую историю. По-видимому, первичной формой Евангелия была гармония, составленная Татианом, так называемый «Диатессарон» (до сих пор не решён вопрос языка, на котором он был составлен — сирийский или греческий). Далее последовал так называемый старосирийский текст, одна из рукописей с которым сохранилась в Монастыре св. Екатерины на Синае. По-видимому, именно в этом варианте сложился сирийский новозаветный канон, исключавший Откровение и четыре соборных послания. Также имелись лакуны и в Евангелиях: в сирийскую версию не входили Лк. 22:17, 18 и эпизод с Христом и грешницей (Ин. 7:53 — 8:11).
От начала развития научной библеистики считалось, что Пешитта — едва ли не самая ранняя версия Нового Завета. Такую точку зрения отстаивал Ришар Симон в книге «Критическая история переводов Нового Завета» (фр. Histoire critique des versions du Nouveau Testament), опубликованной на французском языке в Роттердаме в 1690 году. В сирийском христианском предании утверждалось, что перевод был сделан одним или несколькими апостолами или даже евангелистами — Марком или Фаддеем. В библеистике считалось, что Пешитта могла существовать уже во II веке, или — совершенно точно — имелась в III веке. Б. Уолтон в монументальном издании Лондонской Полиглотты относил евангельский перевод даже к I веку. В 1901 году Ф. К. Бёркитт опубликовал небольшую монографию, в которой проанализировал евангельские чтения из комментариев Ефрема Сирина, и обнаружил, что умерший в 373 году епископ не был знаком с текстом Пешитты. Именно Бёркитт однозначно связал создание Пешитты с именем Раббулы или, по крайней мере, временем его епископства (411—435 годы). В житии Раббулы сказано:

…По причине существовавшего многообразия, мудростью Божией, обитавшей в нём, перевёл Новый Завет с греческого языка на сирийский точно так, как он был написан.
Данное суждение привлекало внимание библеистов и до Бёркитта, например, Эберхарда Нестле. Версия Бёркитта получила широкое распространение, но уже в 1910-е годы стали раздаваться возражения. Так, А. Вебус в исследовании 1947 года отмечал, что по цитатам из Нового Завета в трудах самого Раббулы невозможно определить, какой версией текста пользовался он сам. В переводе Кирилла Александрийского, выполненного самим Раббулой около 430 года, цитаты из Писания даны по имевшемуся в его распоряжении сирийскому переводу. Всего было опознано 35 цитат из Евангелий и 40 из Посланий, но только несколько самых коротких соотносятся с Пешиттой. В дальнейших исследованиях 1950-х годов А. Вебус показал, что Пешитта могла быть создана и ранее времени жизни Раббулы, но не являлась официальным текстом и вызывала в Эдессе значительное противодействие до конца V или начала VI века. Однако независимый нидерландский исследователь Т. Баарда вполне убедительно показал, что нельзя отказываться от слов биографа Раббулы. Он же показал, что цитаты из жития Раббулы свидетельствуют, что он не стал радикально пересматривать имеющийся сирийский перевод, а уделил особое внимание лишь тем фрагментам, которые использовались в христологических спорах среди эдесского клира. Больше всего исправлений оказалось в Евангелии от Иоанна; текст Матфея и Луки содержит больше архаических элементов. Тем не менее, очевидно, что авторитет Пешитты должен быть велик ещё до раскола сирийской церкви в 431 году, если его признают как несториане, так и яковиты.

#### Текстология новозаветной Пешитты
Считается, что в Новом Завете Пешитты представлена та форма текста, которая встречается в сочинениях Иоанна Златоуста и стала основой для византийского типа. Однако это лишь общее утверждение. Дж. Гуильям детально проанализировал текст Мф. 1-14 и выявил, что Пешитта совпадает с общепринятым текстом в 108 случаях, с Ватиканским кодексом — в 65 случаях, но в 137 местах расходится с обеими версиями, согласуясь либо со старосирийской, либо со старолатинской. В диссертации Хоуп Даунс 1943 года было выявлено и рассмотрено 70 уникальных соответствий Пешитты и Синайского кодекса в тексте Евангелии от Марка. При анализе 135 чтений в 48,9 % случаев они согласовывались с общепринятым греческим текстом. Однако многочисленными оказывались и соответствия старолатинскому «западному типу» (29,1 %). Много западных чтений обнаружилось и в Деяниях Апостолов. В целом, по словам Б. Мецгера, многие новозаветные книги в Пешитте крайне плохо изучены, насущным остаётся составление конкорданса на сирийский Новый Завет. Такие попытки впервые были сделаны в 1920-х годах, но и к началу XXI века не привели к законченному результату.

## Рукописная передача. Издания

### Рукописная традиция

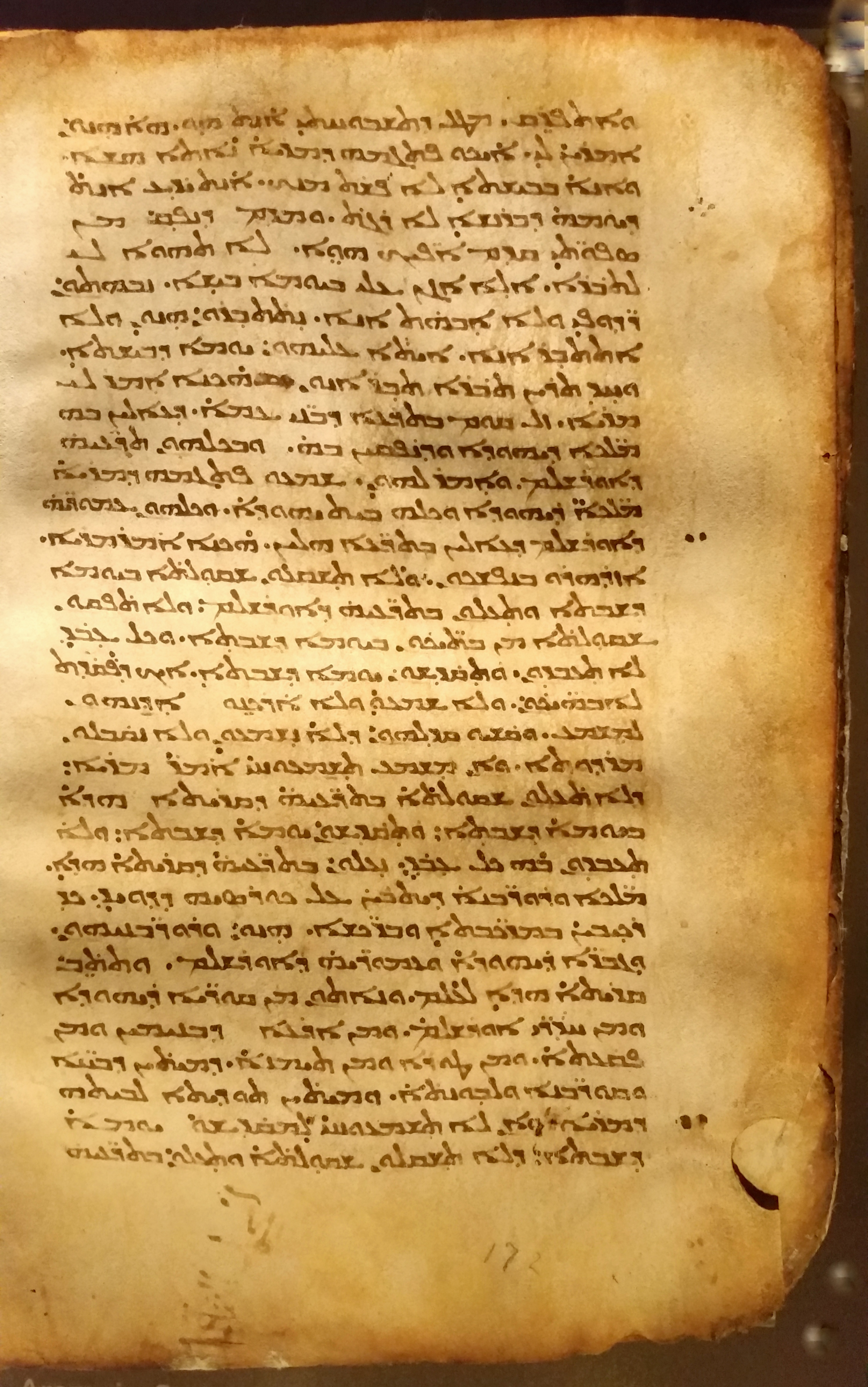
Пергаментная рукопись Пешитты IX века. Национальная библиотека Израиля

Общее количество рукописей Пешитты не подвергалось оценке. К. Р. Грегори в начале XX века насчитывал более 300 новозаветных рукописей Пешитты, но учитывал только содержащиеся в библиотеках и музейных собраниях Запада. Со времён Грегори на Западе было совершено ещё несколько текстологических находок, главным образом, в малоизвестных книжных собраниях. В 1961 году лейденский Институт Пешитты выпустил предварительный список ветхозаветных рукописей Пешитты, в том числе находящихся в библиотеках ближневосточных стран, Ирана и Индии. В каталогах и специальных исследованиях чаще всего упоминаются (вследствие их древности) следующие рукописи:
- British Library, Add. 14 425 (по лейденской нумерации, в которой первая цифра означает век, — 5b1) — так называемый «Лондонский манускрипт», переписанный в 459—460 (или 463—464) годах. Древнейшая рукопись Пешитты[13][30]. Изначально, по-видимому, включала только Пятикнижие, сохранились фрагменты Бытия, Исхода, Чисел и Второзакония. Текст более напоминает масоретский, чем в последующей рукописной традиции[31].
- Фрагмент Парижской сирийской рукописи (Paris. syr. MS. 296) — содержит только Лк. 6:49-21:37. Переписан, по-видимому, тем же писцом, что и предыдущая рукопись[32].
- Codex Ambrosianus B 21[англ.] (7a1) из собрания Амброзианской библиотеки. Датируется VI—VII веками, обнаружена в 1866 году Антонио Чериани[англ.]; издана в 1876—1883 годах. В начале XI века находилась в библиотеке Монастыря Сирийцев[англ.] в Нитрийской пустыни, с XVII века оказалась в Милане. После принятия программы издания нового научного текста Пешитты в 1959 году стала его основой. Объёмный кодекс, включающий все книги еврейского Танаха (так называемый «Пандект»), сверх того Премудрость Соломона, Послание Иеремии, Книгу Варуха, Бел и Дракон, Сусанну, Юдифь, Книгу Иисуса Сирахова, четыре Маккавейские книги, Книгу Од Соломона[англ.], вторую книгу Варуха (единственное сирийское свидетельство о ней), вторую книгу Ездры и перевод второй книги «Иудейской войны»[33]. Текст переписан в три колонки[34].
- Ватиканский сирийский кодекс 12 (Codex Vaticanus Syriac 12), — самая ранняя датированная рукопись Четвероевангелия полной сохранности. Переписана в Эдессе в 548 году[32].
- «Евангелие Рабулы» — самая ранняя сирийская иллюминированная рукопись, имеющая точную датировку. Переписана в 586 году писцом по имени Рабула в монастыре в Бег-Загба. Хранится в библиотеке Лауренциана (Plut. 1, Cod. 56)[35].
- Кодекс Филлипса[англ.] (MS. Codex Phillips 1388) — фрагментированная рукопись лекционария, предположительно, рубежа V—VI веков (по датировке К. Э. Захау). Текст имеет определённое число старосирийских чтений. По мнению Б. Мецгера, этот текст, вероятно, демонстрирует промежуточный этап между старосирийским и полностью сформировавшейся Пешиттой[36].

Брюс Мецгер писал, что по палеографическим данным к VI веку относятся не менее 50 рукописей Пешитты.

### Ранние печатные издания

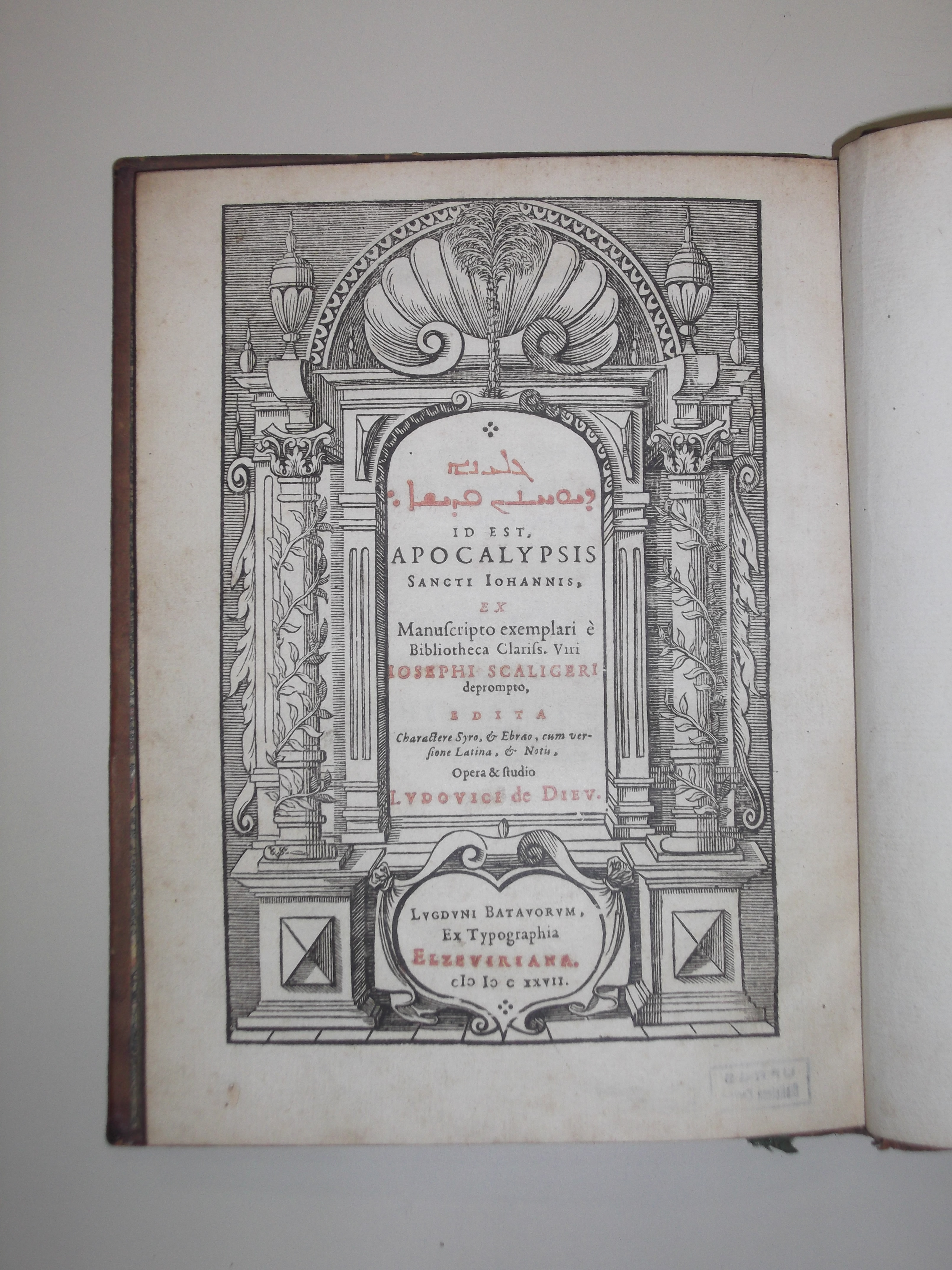
Титульный лист Апокалипсиса в эльзевировском издании 1627 года

Впервые в западной издательской практике сирийская письменность эстрангело была воспроизведена (с помощью деревянных клише) Б. фон Брейденбахом в Майнце в 1486 году, в описании паломничества в Святую Землю. Однако впервые серьёзно заинтересовался сирийским языком немецкий гуманист, канцлер Нижней Австрии Иоганн Видманштадт (1506—1559), который изучал язык у маронитского епископа Симеона и яковита Моисея Мардинского — легата антиохийского (сиро-яковитского) патриарха Игнатия XVI Абдаллаха I при дворе Папы Юлия II. Моисей привёз с собой рукопись Четвероевангелия, по которому Видманштадт начал подготовку печатного издания. Ему также была доступна рукопись из библиотеки Сиены, с которой он сделал для себя список. Сведений о методах работы с рукописями не сохранилось. Издание «Liber Sacrosancti Evangelii de Jesu Christo et Deo nostro…» было выпущено в Вене и датировано на титульном листе 1555 годом, а в колофоне — февралём 1556-го. Некоторые сохранившиеся экземпляры содержат дополнение в 50 страниц, с учебником сирийского письма и молитвенником, набранным в 4 колонки на развороте. Сирийский шрифт был выгравирован швабским мастером Каспаром Крафтом на основе почерка Моисея Мардинского. Тираж первого издания составил 1000 экземпляров, он был выпущен на средства короля Венгрии и Богемии Фердинанда — будущего императора. Издание было повторено в 1562 году.
Примерно в тот же период началась полемика между католиками и протестантами по вопросу о повреждённости текста еврейской и греческой Библии по сравнению с латинским. Решения Тридентского собора означали, что в Католической церкви признавалась первичность именно латинского перевода Иеронима; для доказательства этого были важны свидетельства древних восточных переводов. Уже в середине 1550-х годов известный антверпенский востоковед Андреас Мазиус (Андре Маэз) начал проект по изданию полного сирийского Нового Завета, который стал реализовываться к 1565 году. Проект взялся осуществлять известный издатель Христофор Плантен, в редакционной коллегии состоял и Гийом Постэль, который ещё в 1538 году успешно решил проблему печатания сирийским шрифтом в своих словарях и грамматиках восточных языков. В результате в 1568—1573 годах была реализована грандиозная многоязычная Библия в 8 томах. Сирийский текст Пешитты был опубликован в пятом томе, составляя левую крайнюю колонку текста; вокализация применялась лишь частично и непоследовательно. В «подвале» страницы был помещён тот же сирийский текст, набранный еврейскими буквами. Главы Пешитты обозначались сирийской записью, но стихи нумеровались арабскими цифрами. Лакуны в сирийском тексте обозначались на латинском языке по схеме: «отсутствует 25 стихов» (в главе 25 «Деяний апостолов»). Если соответствующая книга вообще отсутствовала в сирийском тексте, на страницах шли только колонки с латинским переводом и греческим оригиналом. В седьмом томе Полиглотты была напечатана сирийская грамматика Мазиуса, которую Р. Уилкинсон называл одним из величайших достижений филологии XVI века.
Параллельно в 1569 году в Женеве вышел сирийский Новый Завет Иммануила Тремеллия, профессора еврейского языка Гейдельбергского университета. Сирийский текст был напечатан еврейскими буквами, но был существенным шагом вперёд, поскольку был целиком снабжён огласовками по рукописи из библиотеки курфюрста в Гейдельберге. Сирийский текст сопровождался буквальным латинским переводом. Тремеллий перевёл на сирийский язык Comma Johanneum, которая была помещена на полях Первого послания Иоанна.
Ввиду того, что в сирийском тексте отсутствовали четыре соборных послания и Апокалипсис, встала проблема отыскания их рукописей и издания. Одним из первых эту задачу решил Ж. Скалигер, который опубликовал в Лейдене в 1627 году текст Апокалипсиса по рукописи, не связанной с традицией Пешитты. Издание сопровождалось грамматикой Луи де Дьё.
В составе Парижской Полиглотты (1628—1645) впервые увидел свет и Ветхий Завет Пешитты, подготовленный к печати Габриэлем Сионитой. Он отвечал за издание сирийского и арабского текста, впервые в издательской практике полностью снабдив их огласовками. Г. Сионита лично перевёл на сирийский язык недостающие книги Нового Завета. Ещё перед началом работы над Полиглоттой, Г. Сионита опубликовал за собственный счёт Псалтирь в 1625 году. В том же году вышла сирийская Псалтирь и в Лейдене, под редакцией Томаса ван Эрпе (Эрпениуса). В Лондонской Полиглотте Б. Уолтона, был воспроизведён сирийский текст и дословный перевод Сиониты, кроме того, после Ин. 7:52 был добавлен отсутствующий в сирийском оригинале эпизод с Христом и грешницей (Ин. 7:53 — 8:11). В последующем издании Эгидиуса Гутбира (Гамбург, 1663 и 1664) непосредственно в сирийский текст была добавлена Comma Johanneum. Габриэль Сионита работал по рукописи «Syriaques 6» (17a5), содержащей много ошибок. В шестом томе Лондонской Полиглотты Б. Уолтон попытался сличить текст Сиониты с двумя имевшимися в Англии рукописями, но они относились к началу XVII века и серьёзными текстологическими источниками не являлись. Последним изданием Пешитты, редакторы которых, фактически, работали теми же методами, что и переписчики текста, Б. Мецгер называл издание Йохана Лёсденa и Карла Шаафа (Лейден, 1708 и 1717). Редакторы объявили, что учли и сопоставили разночтения всех предыдущих изданий. На основе позднейших рукописей здесь была сделана после Мф. 10:8 вставка: «мёртвых воскрешайте», отсутствующая в старосирийских чтениях и ранней традиции Пешитты.

Издания Пешитты XVI—XVII веков
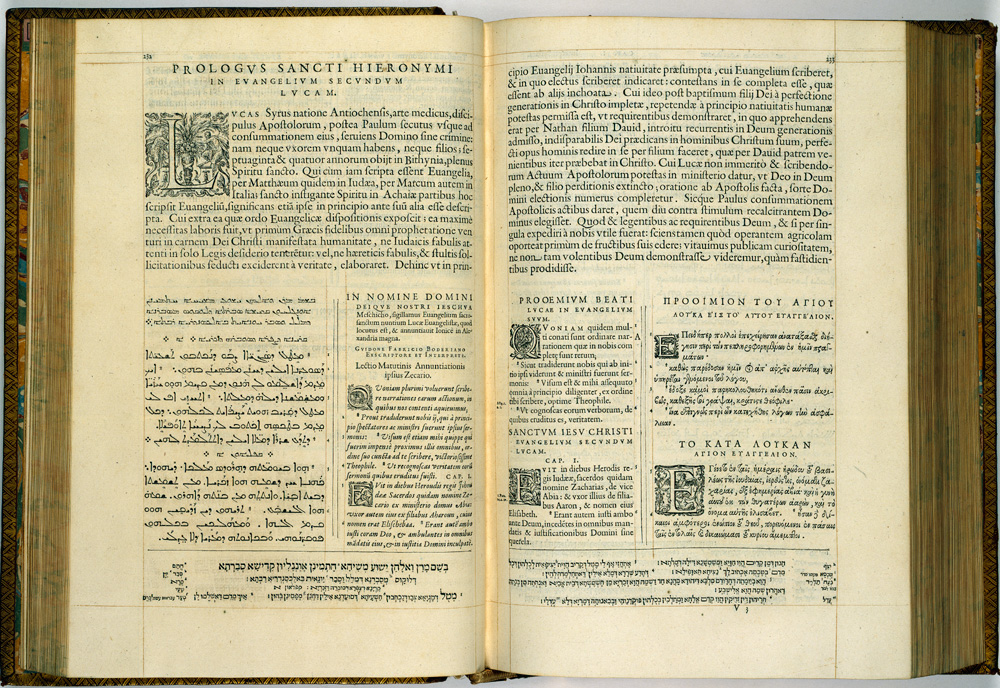
Антверпенская Полиглотта. Зачин Евангелия от Луки
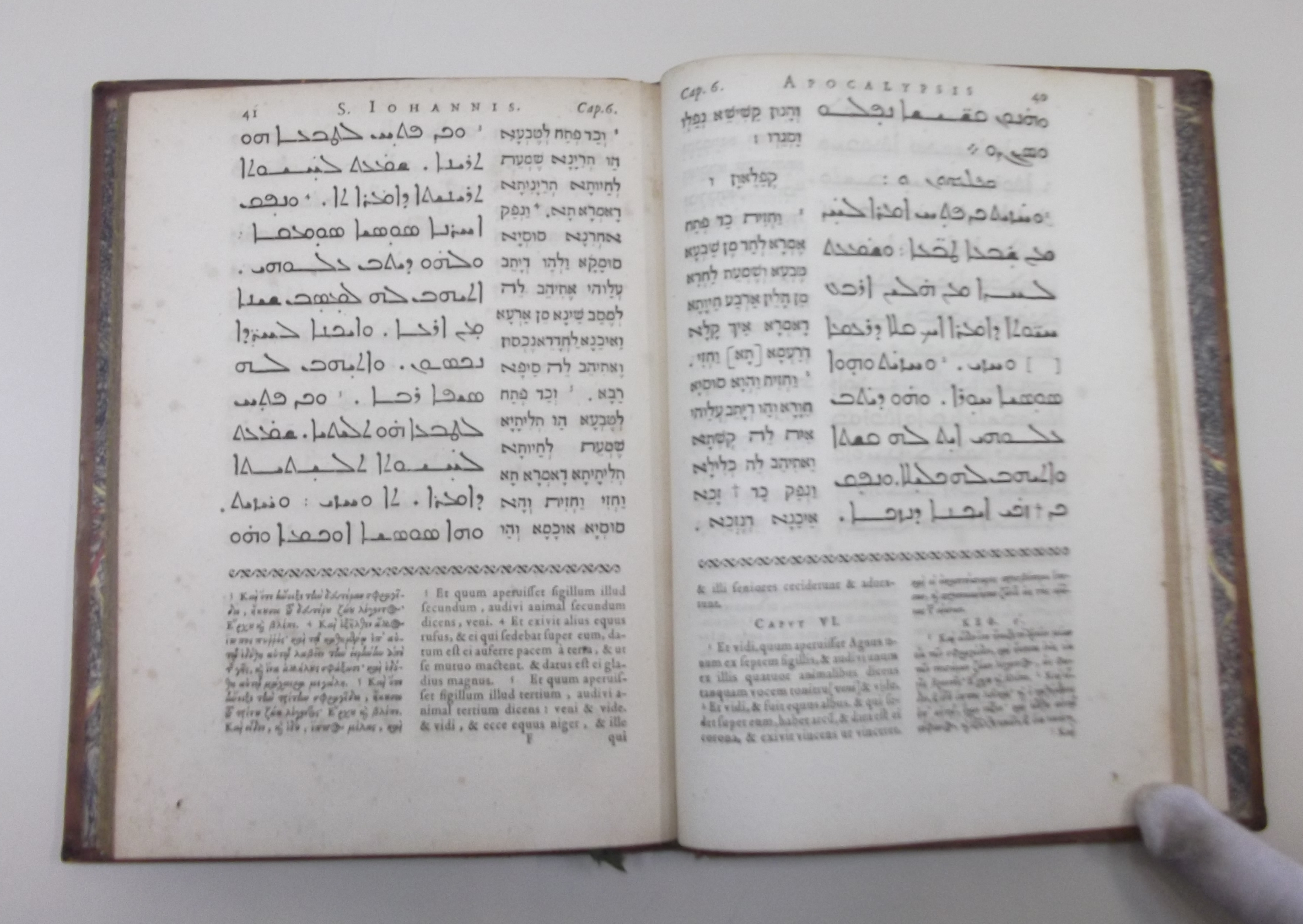
Эльзевировское издание Апокалипсиса (1627)
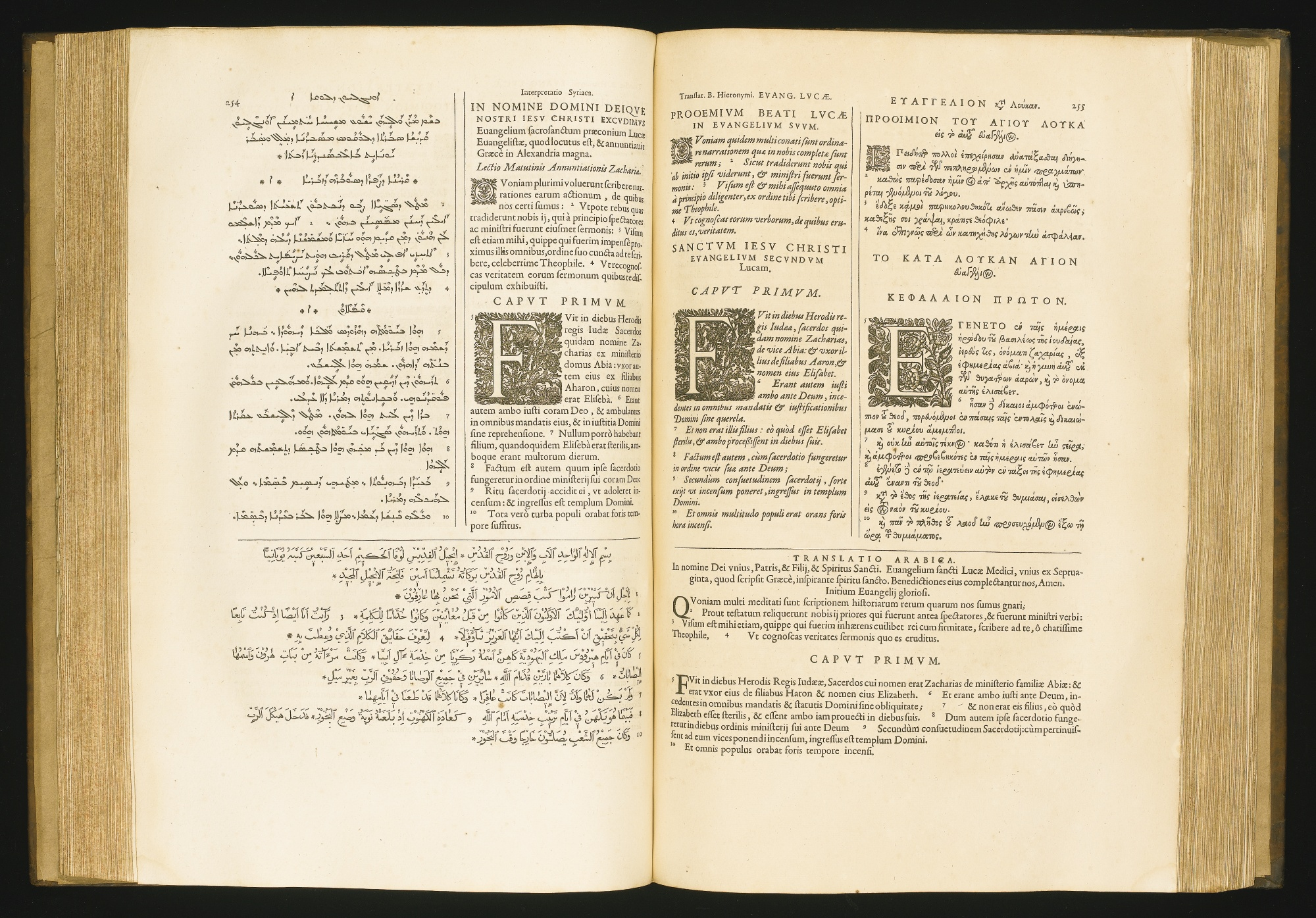
Парижская Полиглотта. Зачин Евангелия от Луки
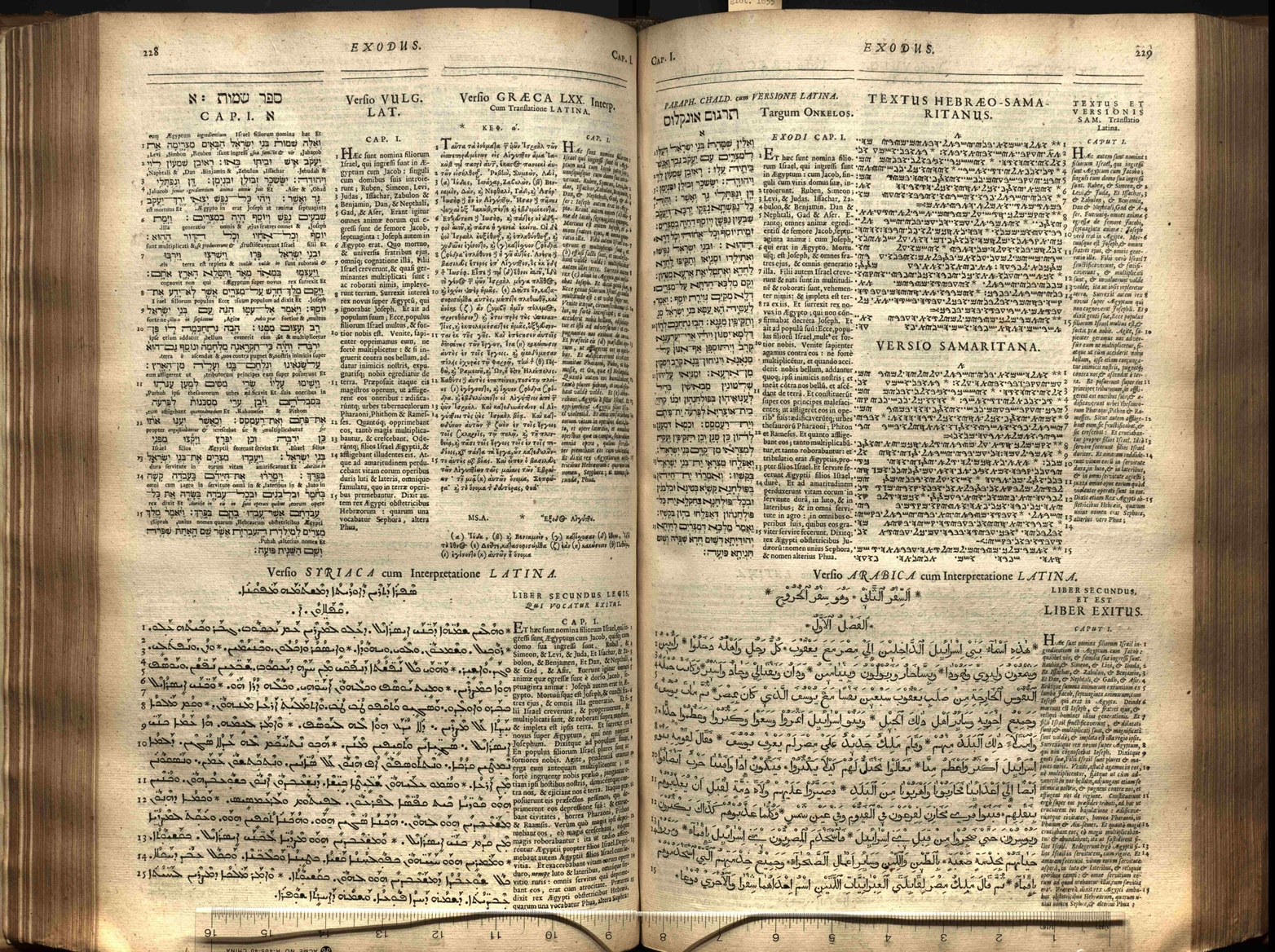
Лондонская Полиглотта. Начало Книги Исход

### Современные издания
Основа для научных изданий Пешитты на основе сличения большого числа рукописей была заложена Ф. Пьюзи (1830—1880), сыном основателя оксфордского трактарианского (католического) движения. После кончины Пьюзи, его труд был завершён Дж. Гуильямом. Издание 1901 года было основано на 42 рукописях и снабжено параллельным латинским переводом. Текст был разделён на параграфы в соответствии с рукописной традицией и несторианской Масорой. Это издание было положено в основу труда Британского библейского общества, который воспроизводил те же особенности и параллельный латинский перевод. В этих изданиях в Новый Завет не включались отсутствующие изначально соборные послания и Апокалипсис. Ф. Бёркит в 1904 году осуществил публикацию неогласованного текста Евангелий по Куретонской рукописи, сличённой с Синайской. В основе — это старосирийский текст, более вольно передающий греческий оригинал, чем большинство рукописей Пешитты.
Британское библейское общество опубликовало и ветхозаветные тексты — Пятикнижие (напечатанное эстрангело) и Псалтирь (серто). Британские и американские миссионерские издания XIX—XX веков, иногда выходившие на Востоке (в Урмии и Мосуле), в значительной степени использовали текст Парижской и Лондонской Полиглотт. Это же относится к изданию C. Ли (Лондон, 1831). Доминиканское мосульское издание 1887—1892 годов использовало восточно-сирийскую традицию вокализации; в 1951 году оно было повторено католической миссией в Бейруте.
Институт Пешитты в Лейдене с 1959 года ведёт большое издание Ветхого Завета по Амброзианскому кодексу. Международное общество исследований Пешитты спонсировало проект фотокопирования всех доступных рукописей Пешитты, в том числе из собраний Сирии, Ливана, Израиля и других стран. В 1972 году вышел первый том, который показал, что издание, как оно было задумано, в принципе неосуществимо из-за колоссального размера исследовательского аппарата. Главные редакторы — Питер де Бур и Виллем Баарс — приняли решение сосредоточиться только на рукописях, созданных до XII века, поэтому данное издание считается «дипломатическим» (не доказано, что все позднейшие рукописи восходят к более ранним и содержат все известные чтения). Тем не менее, по мнению Б. тен Хаара, данное издание намного выше по качеству, чем любая публикация XIX века, а также позволяет исследователю самому выбирать чтения разных арамейских традиций и делать выводы об их первичности или вторичности. Общий объём издания был запланирован в 17 томов за счёт дополнительных томов с разночтениями по трудам сирийских Отцов церкви и рукописей до XV века. Из печати к 2005 году вышло 13 томов.
С начала 2000-х годов осуществляются проекты оцифровки сирийских манускриптов и электронного издания Лейденской Пешитты.

## Издания
- Liber sacrosancti evangelii de Iesv Christo domino & Deo nostro. Reliqua hoc codice comprehensa pagina proxima indicabit. Div. Ferdinandi rom. imperatoris designati iussu & liberalitate, characteribus & lingua syra, Iesv Christo vernacula, diuino ipsius ore cõsecrata. — Viennæ : Michael Zymmerman, 1562.
- Gelyana de-Yuhanan kadisha : id est Apocalypsis Sancti Johannis, ex Manuscripto exemplari e Bibliotheca Clariss. Viri Josephi Scaligeri deprompto, edita charactere Syro, et Ebraeo, cum versione Latina, et notis, opera et studio Ludovici de Dieu. — Lugduni Batavorum : ex typographia Elzeviriana, 1627. — [20], 211 p.
- Brian Walton Polyglot. — London : Thomas Roycroft, 1654—1657.
- Biblia Sacra juxta versionem simplicem quae dicitur Pschitta. 3 vols. / Ed. by C.J. David & G.E. Khayyat. — Mosul : Typis Fratrum Praedicatorum, 1887—1891. — 712 + 681 + 426 p.
- The triglot Bible : comprising the Holy Scriptures of the Old and New Testaments in the original tongues, also the Septuagint, the Syriac (of the New Testament), and the Vulgate versions, arranged in parallel columns : with a complete prolegomenon. — London : R.D. Dickinson, 1890. — 946 p.
- Pentateuchus Syriace / post Samuelem Lee :  [лат.] / ecognovit emendavit edidit Guilelmus Emery Barnes, adiuvantibus Carolo W. Mitchell, Iohanne Pinkerton. — Londini : apud Societatem Bibliophilorum Britannicam et Externam, 1914. — 416 p.